# Rafael Silva
Pour les articles homonymes, voir Rafael Silva (homonymie) et Silva.
Rafael Silva, né le 11 mai 1987 à Campo Grande (Mato Grosso do Sul), est un judoka brésilien.
En 2012 et 2016, il est médaillé de bronze olympique des poids lourds (+100 kg).

## Carrière

### 2010-2012

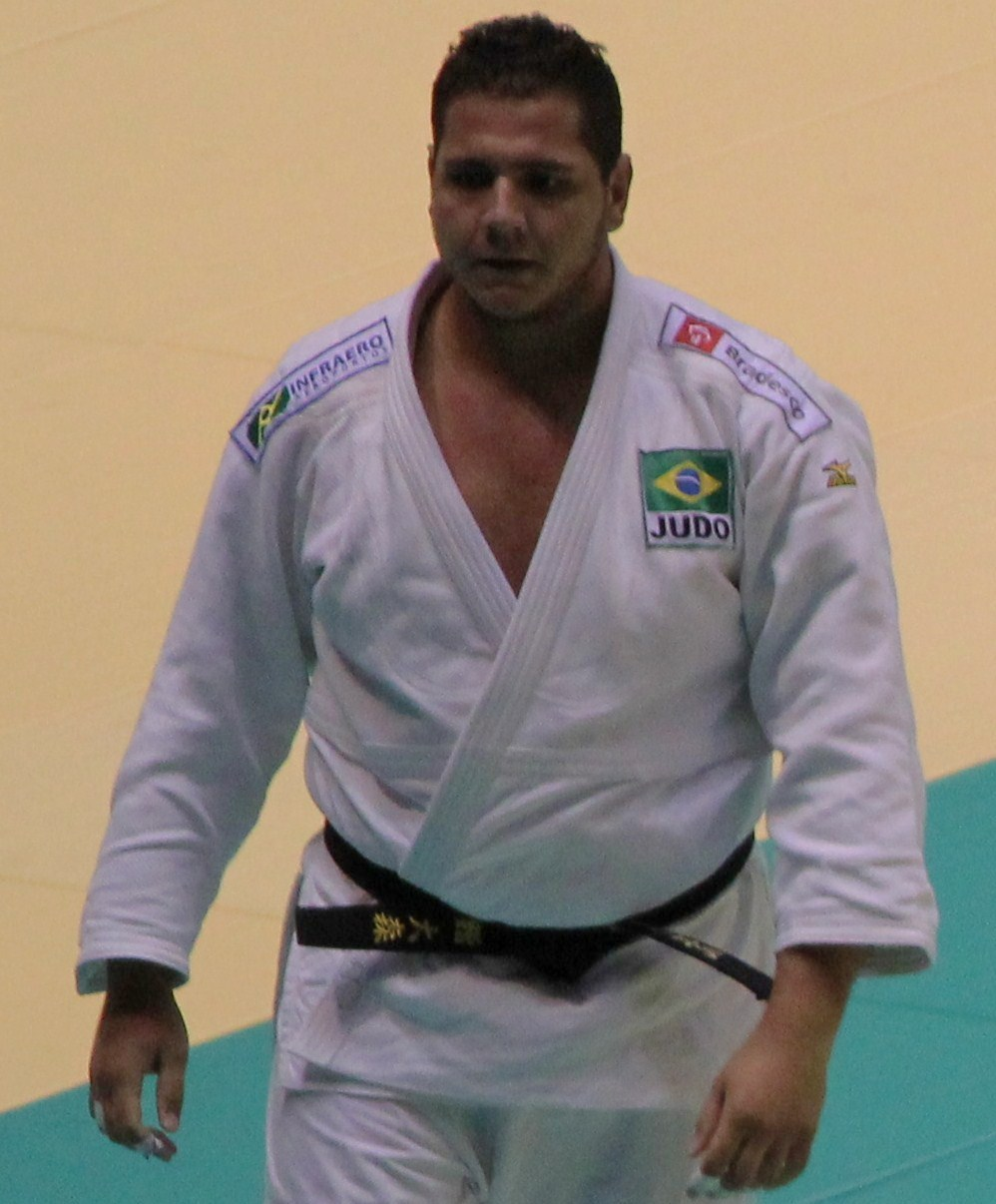
Silva aux Championnats du monde de judo 2010.

Aux Jeux sud-américains de 2010, il a remporté trois médailles d'or : dans les catégories hommes +100 kg, hommes ouverts et hommes par équipe,.
En 2010, Silva a participé à son premier championnat du monde adulte, aux Championnats du monde de judo 2010, où il a terminé à la cinquième place.
En 2011, Silva a participé pour la première fois aux Jeux panaméricains (Jeux panaméricains de 2011 à Guadalajara), se classant deuxième dans la catégorie hommes +100 kg après avoir perdu la finale contre le Cubain Oscar Bryson,.
Fin 2011, il obtient sa première médaille au Grand Chelem (le tournoi qui rapporte le plus de points au classement de judo après les Jeux Olympiques, les Championnats du monde et le Masters) à Tokyo, où il obtient une médaille de bronze.
Participant au Masters mondial de judo 2012 (la deuxième compétition la plus importante du circuit après le Championnat du monde), Silva a remporté l'or en battant le champion du monde 2010, le Japonais Daiki Kamikawa, par ippon en finale.
Aux Championnats panaméricains de judo 2012 organisés à Montréal, Canada, Silva, alors troisième au classement mondial de la FIJ (Fédération internationale de judo) dans la catégorie des plus de 100 kg, a remporté ce qui allait devenir la première des nombreuses médailles d'or dans cette compétition, battant le Cubain Oscar Brayson.
En 2012, il a également remporté deux médailles d'argent aux Grands Chelems de Paris et de Tokyo,.
Tout au long des années 2011 et 2012, le Brésilien s'est imposé comme l'un des judokas les plus prometteurs de la catégorie, remportant plus de 11 médailles sur le circuit mondial, dont l'argent au traditionnel Grand Chelem de Tokyo et la médaille d'argent au championnat du monde par équipes masculines, en Salvador.

### Jeux olympiques d'été de 2012
En 2012, Silva rejoint définitivement la galerie des plus grands judokas brésiliens, lorsqu'il remporte la médaille de bronze aux Jeux Olympiques de Londres, la seule en judo masculin brésilien à cette édition et la première médaille de l'histoire du Brésil dans la division poids lourds. Silva a maintenu son excellente forme tout au long du cycle olympique 2016 et est parvenu à prendre la tête du classement mondial, devant le Français Teddy Riner,,.

### 2012-2016

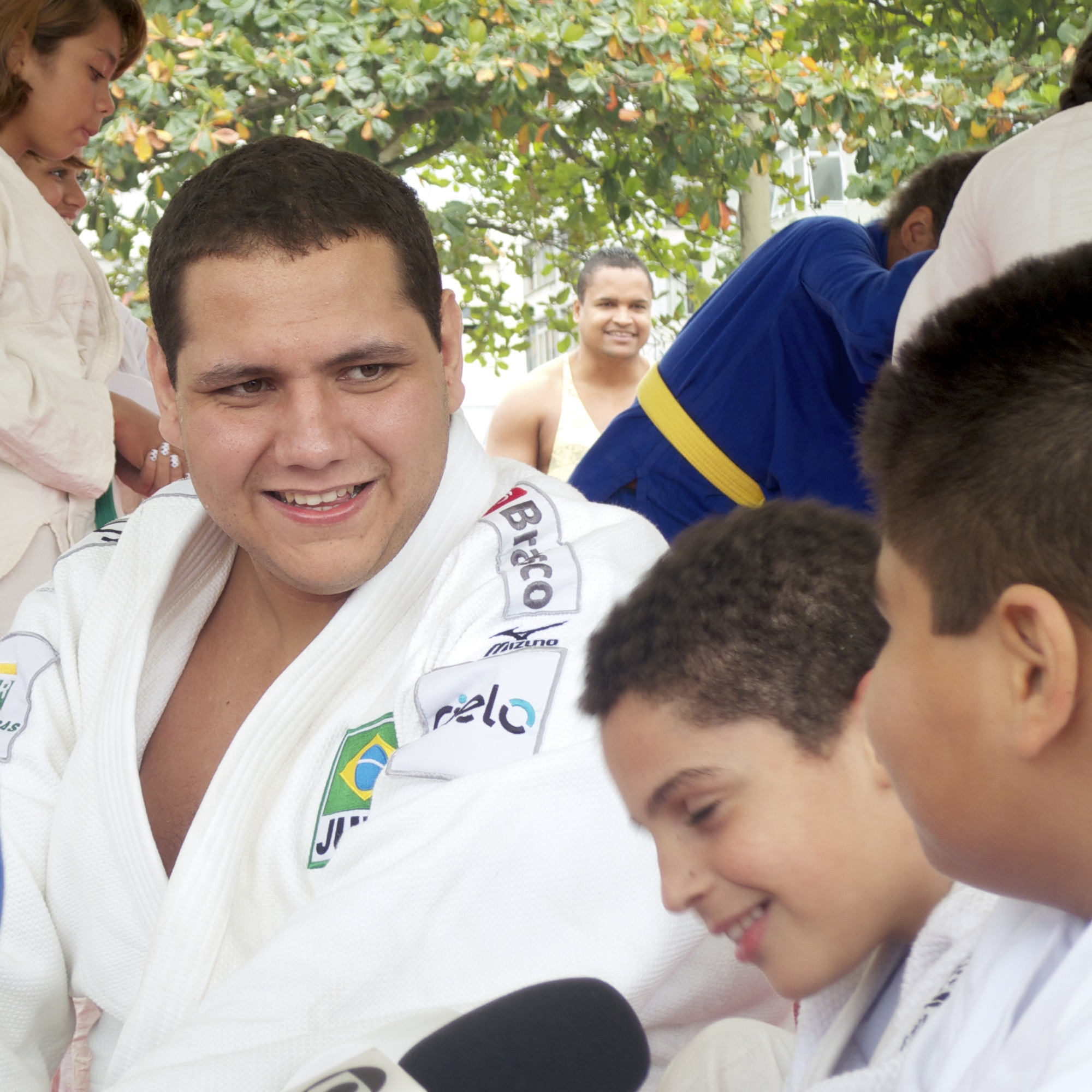
Rafael Silva, 2013

Aux Championnats panaméricains de judo 2013, organisés à San José, au Costa Rica, Silva est devenue deux fois championne de la catégorie poids lourds (+100 kg).
Aux Masters mondial de judo 2013, Silva a remporté la médaille d'argent.
Aux Championnats du monde de judo 2013, organisés à Rio de Janeiro, au Brésil, Silva a atteint la finale, mais a perdu contre Teddy Riner, qui est devenu six fois champion du monde. Avec cela, il a remporté la médaille d'argent.
Fin 2013, elle remporte l'argent au Grand Chelem de Judo de Tokyo 2013.
Aux Championnats panaméricains de judo 2014, organisés à Guayaquil, en Équateur, Silva est devenue trois fois championne de la catégorie poids lourds (+100 kg).
Rafael Silva a réalisé sa meilleure performance en Grand Chelem à Grand Chelem de Judo de Tioumen 2014, lorsqu'il était champion, obtenant la médaille d'or.
Aux Championnats du monde de judo 2014, organisés à Chelyabinsk, en Russie, Rafael Silva a atteint les demi-finales, devant à nouveau affronter Teddy Riner. Après avoir perdu la demi-finale, il est revenu au combat pour la médaille de bronze, où il a battu le Néerlandais Roy Meier et a remporté le bronze,.
En avril 2015, aux Championnats panaméricains de judo 2015 à Edmonton, il a atteint une finale brésilienne contre David Moura, mais a été vaincu et a remporté la médaille d'argent.
En juin 2015, il s'est blessé au tendon du muscle grand pectoral droit lors d'un entraînement de force et a subi une intervention chirurgicale le 30 juin. En conséquence, il a dû être exclu des Jeux panaméricains de 2015, des Championnats du monde de judo 2015 et n'a pas pu concourir pour le reste de l'année,.
En 2016, Silva s'est battu pour se remettre de sa blessure et devancer son compatriote David Moura pour se qualifier pour les Jeux Olympiques de 2016 à Rio de Janeiro. Aux Championnats panaméricains de judo 2016 à La Havane, avec une nouvelle finale entre Silva et Moura, Silva a cette fois gagné et est devenu quatre fois champion du tournoi.

### Jeux olympiques d'été de 2016

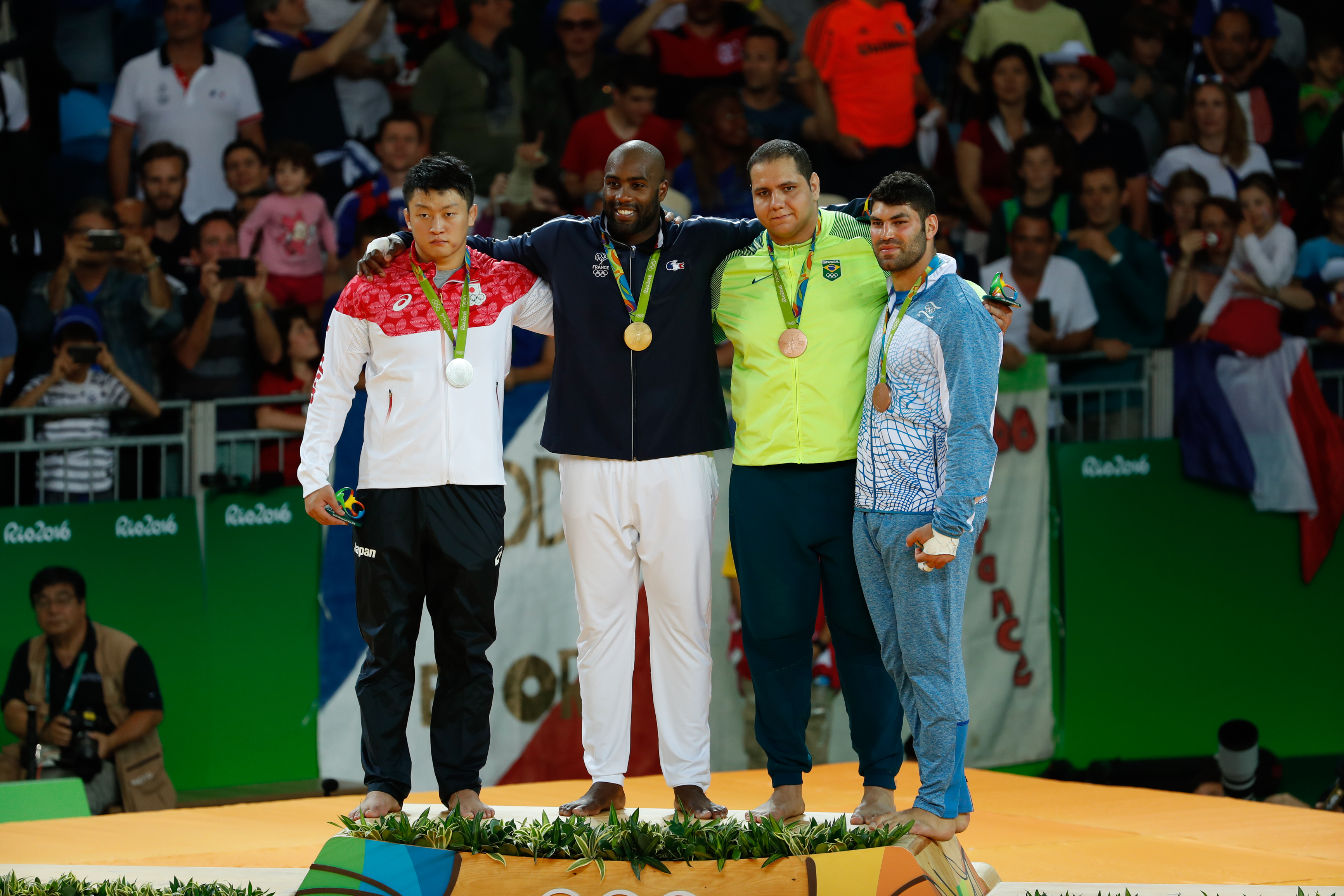
Médaillés aux Jeux olympiques d'été de 2016.

Aux Jeux olympiques d'été de 2016, Silva a de nouveau remporté la médaille de bronze chez les hommes +100 kg, perdant seulement contre Teddy Riner.

### 2017-2020
Au Grand Chelem de Judo de Paris 2017, Silva a remporté une médaille de bronze.

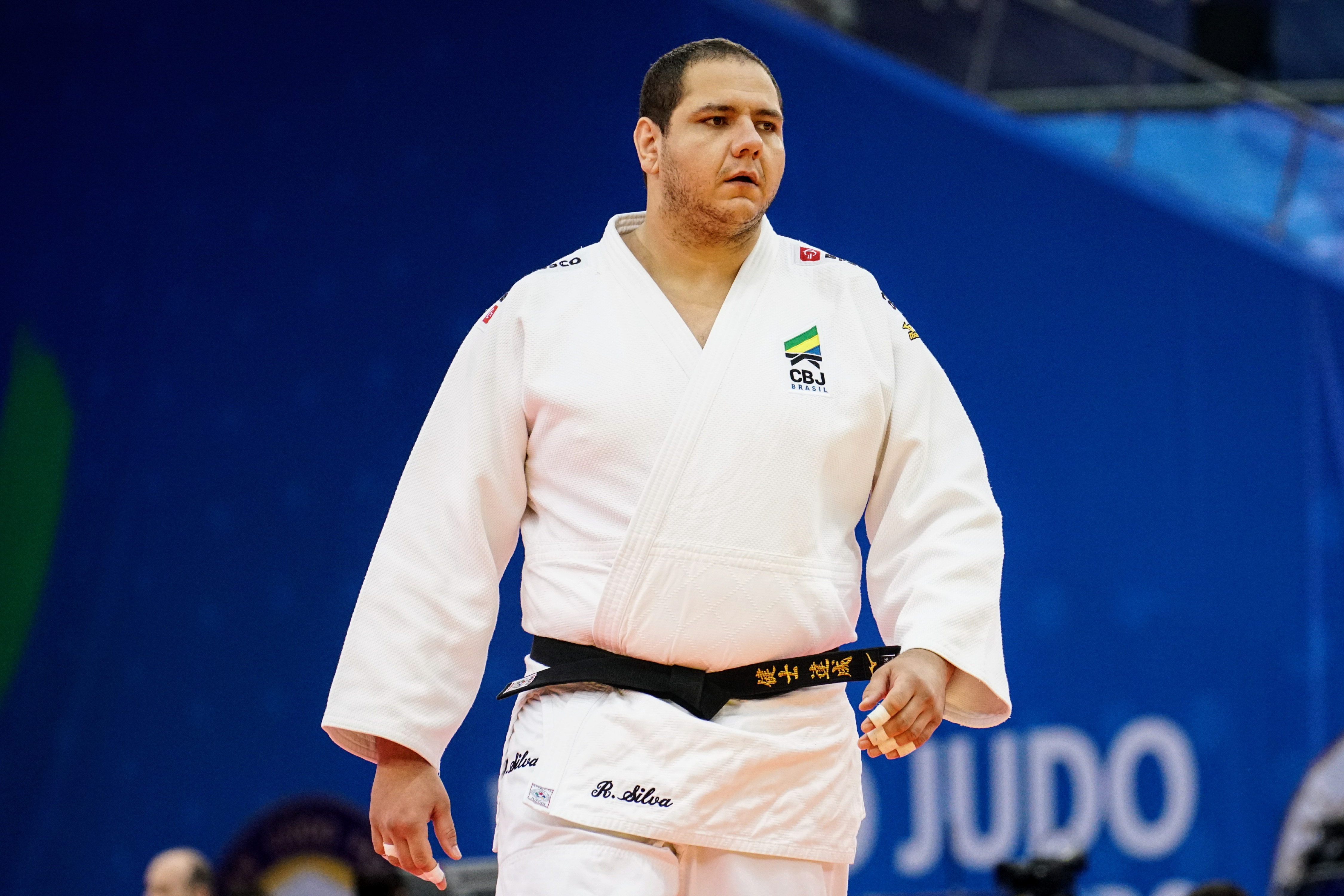
Silva aux Championnats du monde de judo 2018.

Aux Championnats du monde de judo 2017 organisés à Budapest, en Hongrie, Silva a battu l'Azerbaïdjanais Ushangi Kokauri, à ses débuts, par ippon. Ensuite, contre le Roumain Daniel Natea, il s'est imposé par waza-ari. Le prochain rival était le Tunisien Faicel Jaballah. Une fois de plus, Rafael Silva a réussi à s'imposer par ippon. En quarts de finale, il affronte Teddy Riner, qui n'a pas perdu un combat depuis 7 ans et n'a eu aucune chance. Le Français a appliqué deux waza-aris et immobilisé le Brésilien pendant 20 secondes, gagnant par ippon, poussant ainsi le Slva au repêchage. Pour continuer à rêver d'une médaille, Silva devait dépasser l'Autrichien Daniel Allerstorfer. La lutte a été rude et a débouché sur le golden score avec un penalty contre le Brésilien et deux contre Allerstorfer. Après presque six minutes de combat, l'Autrichien est à nouveau puni et perd le combat. Dans la lutte pour le bronze, le rival était Borna Bor. Le Hongrois, soutenu par le public, a bien fait, mais l'expérience du Brésilien a plus compté. Le combat s'est encore une fois déroulé au golden score. Après 6min18s, Bor a reçu le deuxième shido et Silva a célébré le bronze - sa troisième médaille individuelle aux championnats du monde (argent à Rio 2013, bronze à Chelyabinsk 2014 et Budapest 2017). Dans la modalité par équipe mixte, il a remporté une médaille d'argent en représentant le Brésil,.
Aux Masters mondial de judo 2017, Silva a remporté la médaille de bronze.
Au Grand Chelem de Judo de Ekaterinbourg 2018, Silva a remporté une médaille de bronze.
Aux Championnats du monde de judo 2018 organisés à Bakou, en Azerbaïdjan, Silva a perdu au premier tour face au Japonais Hisayoshi Harasawa, vice-champion olympique aux Jeux de Rio 2016. Il n'était pas bien au classement car il a peu combattu durant cette période, il a donc eu la malchance de tomber face à l'un des meilleurs combattants de la catégorie.
Aux Masters mondial de judo 2018, Silva a remporté la médaille d'argent.
Au Grand Chelem de Judo de Ekaterinbourg 2019, Silva a remporté une médaille de bronze.
Aux Championnats panaméricains de judo 2019 organisés à Lima, au Pérou, lors d'une autre finale brésilienne avec Silva affrontant David Moura pour la 3e fois en finale de ce tournoi, Silva a obtenu sa cinquième médaille d'or aux Championnats panaméricains de judo. Dans la modalité par équipe mixte, il a remporté une médaille d'or en représentant le Brésil,.
Aux Championnats du monde de judo 2019 organisés à Tokyo, au Japon, Silva a atteint les quarts de finale, s'inclinant contre le Japonais Hisayoshi Harasawa, de la même manière qu'en 2018. Au repêchage, il a atteint le match pour la médaille de bronze, mais a perdu contre le Coréen Kim Min-jong. terminant 5ème. Dans la modalité par équipe mixte, il a remporté une médaille de bronze en représentant le Brésil,.
Au Grand Chelem de Judo de Düsseldorf 2020, Silva a remporté la médaille de bronze.
En 2020, il a remporté la médaille d'argent dans l'épreuve masculine des +100 kg aux Championnats panaméricains de judo 2020 tenus à Guadalajara, au Mexique.
Aux Championnats panaméricains de judo 2021 organisés à Guadalajara, au Mexique, lors d'une autre finale brésilienne avec Silva (alors 10e mondial) face à David Moura (alors 11e mondial) pour la 4e fois en finale de ce tournoi, Silva a obtenu son sixième médaille d'or aux Championnats panaméricains de judo.
Il a été médaillé d’argent aux Grands Chelems de Tbilissi et de Kazan, avant de se rendre aux Championnats du monde 2021,.
Aux Championnats du monde de judo 2021 organisés à Budapest, en Hongrie, Silva a réalisé la même performance qu'en 2019 : il a atteint les demi-finales, mais a été battu deux fois de suite, par le Japonais Kokoro Kageura et dans le match pour le bronze par le Néerlandais Roy Meyer, terminant à nouveau 5ème. Dans la modalité par équipe mixte, il a remporté une médaille de bronze en représentant le Brésil,.

### Jeux olympiques d'été de 2020
Lors des Jeux olympiques de 2020, Silva a atteint les quarts de finale, mais a perdu par le géorgien Guram Tushishvil. Lors du premier combat de repêchage, il a dû affronter Teddy Rinner, qui avait également été battu, terminant à la 7ème place.

### 2021-2024
Il a remporté la médaille d'argent dans son épreuve au Grand Chelem de Judo de Tel Aviv 2022 qui s'est tenu à Tel Aviv, en Israël.
Aux Championnats panaméricains de judo 2022 organisés à Lima, au Pérou, Silva a atteint la finale, mais a perdu par des shidos controversés (punitions de judo) contre le Cubain Andy Granda, obtenant l'argent.
Aux Championnats du monde de judo 2022 organisés à Tachkent, en Ouzbékistan, il a été éliminé en huitièmes de finale par l'Ouzbek Alisher Yusupov. Il avait battu le Chinois Ruixuan Li lors de son premier combat.
Au Grand Chelem de Judo de Tel Aviv 2023, il a obtenu la médaille de bronze.
En mai 2023, lors des Championnats du monde de judo 2023 organisés à Doha, au Qatar, Silva est devenu le judoka le plus âgé de l'histoire à monter sur le podium de la compétition. A 36 ans, il obtient la médaille de bronze. Il a réalisé une belle campagne en battant le champion de l'année dernière, le Cubain Andy Granda, au repêchage, et a surpris dans la bataille pour la médaille de bronze, en battant le leader du classement, Temur Rakhimov, du Tadjikistan, par wazari sur le score d'or. Auparavant, il avait battu l'Équatorien Freddy Figueroa et l'Allemand Losseni Kone, avant de s'incliner face à l'Ouzbek Alisher Yusupov.
Aux Championnats panaméricains de judo 2023 organisés à Calgary, au Canada, Silva a atteint une nouvelle finale avec le Cubain Andy Granda, où il s'est battu à égalité mais a fini par subir 3 punitions et obtenir l'argent. Il a également remporté une médaille d'or dans l'équipe mixte du Brésil,.
Participant aux Jeux panaméricains pour la dernière fois de sa vie, Silva était présent aux Jeux panaméricains de 2023 à Santiago, au Chili. Dans cette compétition, il a obtenu le bronze dans la catégorie +100 kg et l'argent dans les équipes mixtes représentant le Brésil,,.
Aux Championnats panaméricains de judo 2024, il a remporté une médaille d'argent.

## Palmarès

### Jeux olympiques
- Jeux olympiques de 2012 à Londres (Royaume-Uni) :
  -  Médaille de bronze en plus de 100 kg (poids lourds).
- Jeux olympiques d'été de 2016 à Rio (Brésil)
  -  Médaille de bronze en plus de 100 kg (poids lourds).

### Championnats du monde
- Championnats du monde 2013 à Rio de Janeiro (Brésil) :
  -  Médaille d'argent en plus de 100 kg (poids lourds).
- Championnats du monde 2014 à Tcheliabinsk (Russie) :
  -  Médaille de bronze en plus de 100 kg (poids lourds).
- Championnats du monde 2017 à Budapest (Hongrie) :
  -  Médaille de bronze en plus de 100 kg (poids lourds).
- Championnats du monde 2023 à Doha (Qatar) :
  -  Médaille de bronze en plus de 100 kg (poids lourds).

### Masters mondial
| Année | Compétition     | Lieu              | Résultat | Catégorie      |
| ----- | --------------- | ----------------- | -------- | -------------- |
| 2012  | Masters mondial | Almaty            | 1er      | Plus de 100 kg |
| 2013  | Masters mondial | Tioumen           | 2e       | Plus de 100 kg |
| 2017  | Masters mondial | Saint-Pétersbourg | 3e       | Plus de 100 kg |
| 2018  | Masters mondial | Guangzhou         | 2e       | Plus de 100 kg |

### Tournois Grand Chelem et Grand Prix
| Année | Compétition  | Lieu           | Résultat | Catégorie      |
| ----- | ------------ | -------------- | -------- | -------------- |
| 2011  | Grand Chelem | Tokyo          | 3e       | Plus de 100 kg |
| 2012  | Grand Chelem | Paris          | 2e       | Plus de 100 kg |
| 2012  | Grand Chelem | Tokyo          | 2e       | Plus de 100 kg |
| 2013  | Grand Chelem | Paris          | 3e       | Plus de 100 kg |
| 2013  | Grand Chelem | Tokyo          | 2e       | Plus de 100 kg |
| 2014  | Grand Chelem | Tioumen        | 1er      | Plus de 100 kg |
| 2017  | Grand Chelem | Paris          | 3e       | Plus de 100 kg |
| 2018  | Grand Chelem | Iekaterinbourg | 3e       | Plus de 100 kg |
| 2019  | Grand Chelem | Iekaterinbourg | 3e       | Plus de 100 kg |
| 2020  | Grand Chelem | Düsseldorf     | 3e       | Plus de 100 kg |
| 2021  | Grand Prix   | Tbilissi       | 2e       | Plus de 100 kg |
| 2021  | Grand Chelem | Kazan          | 2e       | Plus de 100 kg |
| 2022  | Grand Chelem | Tel Aviv       | 2e       | Plus de 100 kg |
| 2023  | Grand Prix   | Almada         | 3e       | Plus de 100 kg |
| 2023  | Grand Chelem | Tel Aviv       | 3e       | Plus de 100 kg |